# 佐藤裕太
佐藤 裕太（さとう ゆうた、1975年7月6日 - ）は、地方競馬の船橋競馬場所属の調教師、元騎手。地方競馬教養センター長期騎手課程第57期生。

## 来歴
1993年3月31日付けで地方競馬騎手免許を取得。同年4月19日、第1回船橋競馬第1日目第2競走サラ系5歳アイ一般戦バリキアップで初騎乗（10頭立て4番人気2着）。同年5月25日、第2回船橋競馬2日目第5競走サラ系C2四組一般戦をキタサンニシキで優勝（9頭立て1番人気）し、初勝利。
2005年、地方競馬通算100勝達成。
2007年7月28日に結婚披露宴を行った。
2008年、平成19年度南関東功労騎手賞受賞。
2010年6月、千葉県騎手会会長であった桑島孝春引退にともない新会長に就任した。
平成26年度第1回調教師免許試験に合格。2014年5月30日、浦和競馬第11競走を最後に騎手を引退し、6月1日付けで調教師となる。騎手としての通算成績は、地方競馬2876戦179勝、中央競馬3戦0勝だった。同年10月11日に厩舎を開業し、同年12月5日、船橋競馬第1競走をアナザフォーで勝ち、初勝利。
2017年7月25日、船橋競馬第11競走・習志野きらっとスプリントをスアデラで勝ち、重賞初制覇を果たす。

## 主な管理馬
- スアデラ（2017年習志野きらっとスプリント）
- リッカルド（2018年報知グランプリカップ、フジノウェーブ記念、ブリリアントカップ、大井記念）
- クロスウィンド（2018年ロジータ記念）
- サウンドトゥルー（2019年・2020年金盃、2020年東京記念）
- ギガース（2024年ニューイヤーカップ、ネクストスター東日本、若潮スプリント）
- シシュフォス（2024年クラウンカップ）
- パワーブローキング（2024年姫山菊花賞）
- ウィルシャイン（2024年ローレル賞）
- ケンシレインボー（2025年東京湾カップ）

## 人物
名伯楽として知られた川島正行の1番弟子である。
騎手時代はアジュディミツオー、フリオーソ、ルースリンドなど数々の名馬を調教パートナーとして作り上げてきたことで知られた。レースでの騎乗自体が少ないため勝利数は多くないが、高い連対率を維持するなど成績自体は悪くない。